# Guillaume d'Avançon
Guillaume d'Avençon de Saint-Marcel, né en 1535 à Avançon en Dauphiné et mort en juillet 1600 à Grenoble, est un archevêque d'Embrun.

## Biographie
Guillaume, né en 1535, est le fils de Jean d'Avançon. Il étudie les « bonnes lettres » à Grenoble et remplit les fonctions de camérier auprès du pape Pie IV, lorsque Charles IX le nomme en 1560 au siège archiépiscopal d'Embrun.
Dès le début de son épiscopat, Guy d'Avançon se montre comme le plus ferme soutien de la foi et de la sécurité publique. Il participe au colloque de Poissy et à la dernière session du concile de Trente. D'Avançon est conseiller d'État des rois Charles IX, Henri III  et Henri IV et commandant des bailliages d'Embrun, de Gap et de Briançon. Il combat les huguenots en étant nommé lieutenant général du Dauphiné en 1576 par la Ligue catholique. Le 18 novembre 1585, Embrun est prise par François de Bonne de Lesdiguières et pillée. L'archevêque peut s'échapper dans les montagnes et se réfugier en Piémont, d'où il va demander l'asile à Rome. Il rentre en France en 1588 pour participer aux états généraux de Blois, mais retourne à Rome après le meurtre du duc de Guise.
D'Avançon est nommé abbé commendataire de Montmajour-lez-Arlès en 1595. Il rentre en 1599 à Embrun.
Le pape Clément VIII le créé cardinal au consistoire du 3 mars 1599, mais il meurt peu après.